# Willomorichthys striatulus
Willomorichthys striatulus è un pesce osseo estinto, forse appartenente ai paleonisciformi. Visse nel Carbonifero inferiore (Viséano, circa 340 milioni di anni fa) e i suoi resti fossili sono stati ritrovati in Sudafrica. 

## Descrizione
Il corpo di questo pesce era di forma slanciata e fusiforme; di dimensioni medie, Willomorichthys era solitamente lungo una quindicina di centimetri. La testa era stretta, dotata di un muso corto e smussato. L'apertura boccale era ampia. La pinna dorsale era posta in posizione molto arretrata, pressoché opposta alla pinna anale. Le pinne pettorali erano strette. Le scaglie di Willomorichthys erano piccole e disposte in file regolari, ma era presente una fila di scaglie di grandi dimensioni presente lungo la linea mediana del corpo, sia lungo il dorso sia lungo il ventre, in forma di piccoli scudi dal margine posteriore appuntito.

## Classificazione
Willomorichthys striatulus venne descritto per la prima volta da Gardiner nel 1969 come parte di una fauna di pesci ossei rinvenuta nel Sudafrica e comprendente numerose forme quali Mentzichthys, Sundaychthys e Adroichthys. Willomorichthys venne inizialmente ascritto a una famiglia a sé stante (Willomorichthyidae) nell'ambito dei paleonisciformi, un gruppo di pesci ossei arcaici, in seguito però considerato parafiletico.